# Las adoradoras del áditon

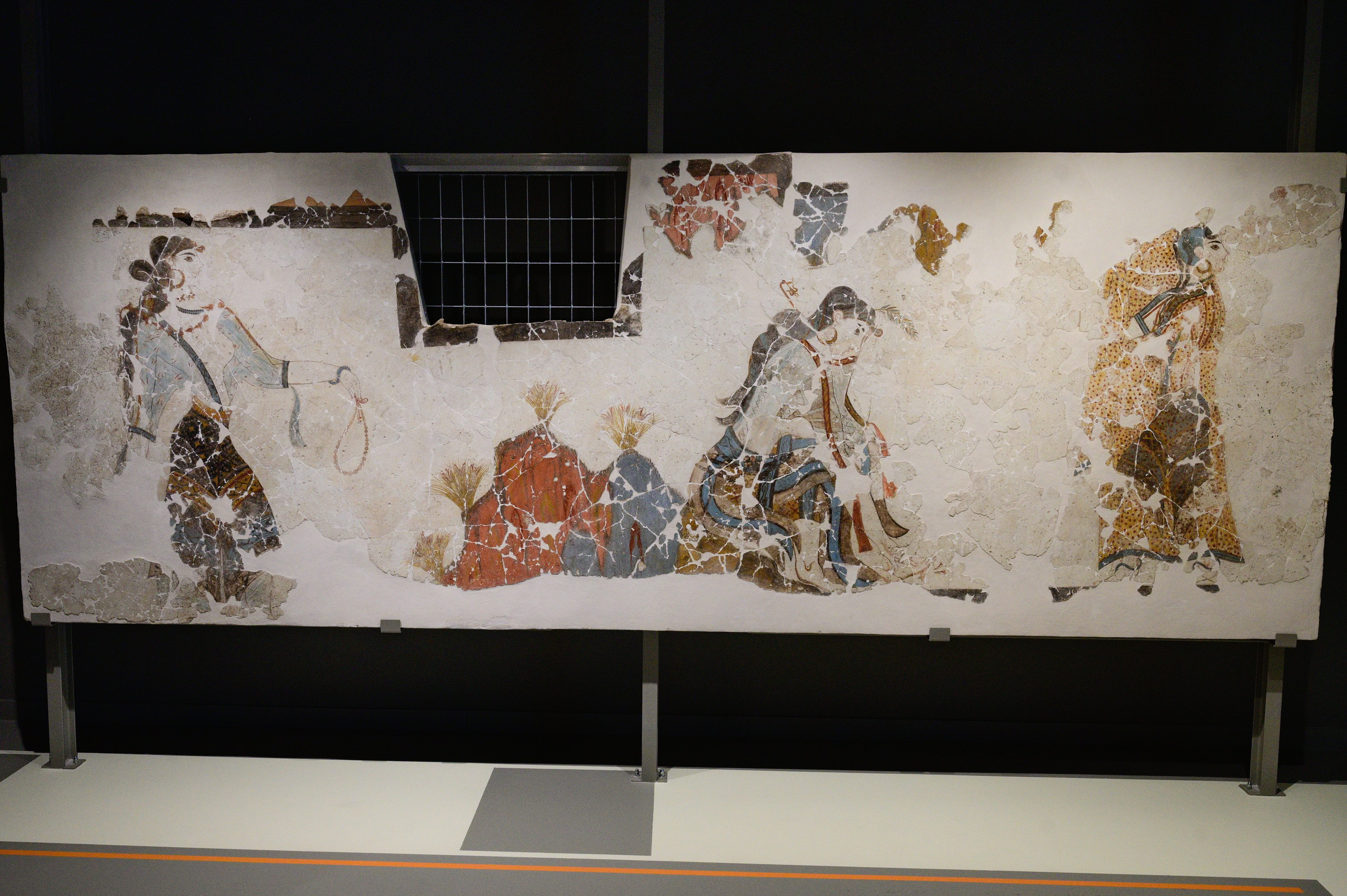
Imagen de la parte conservada de Las adoradoras del áditon

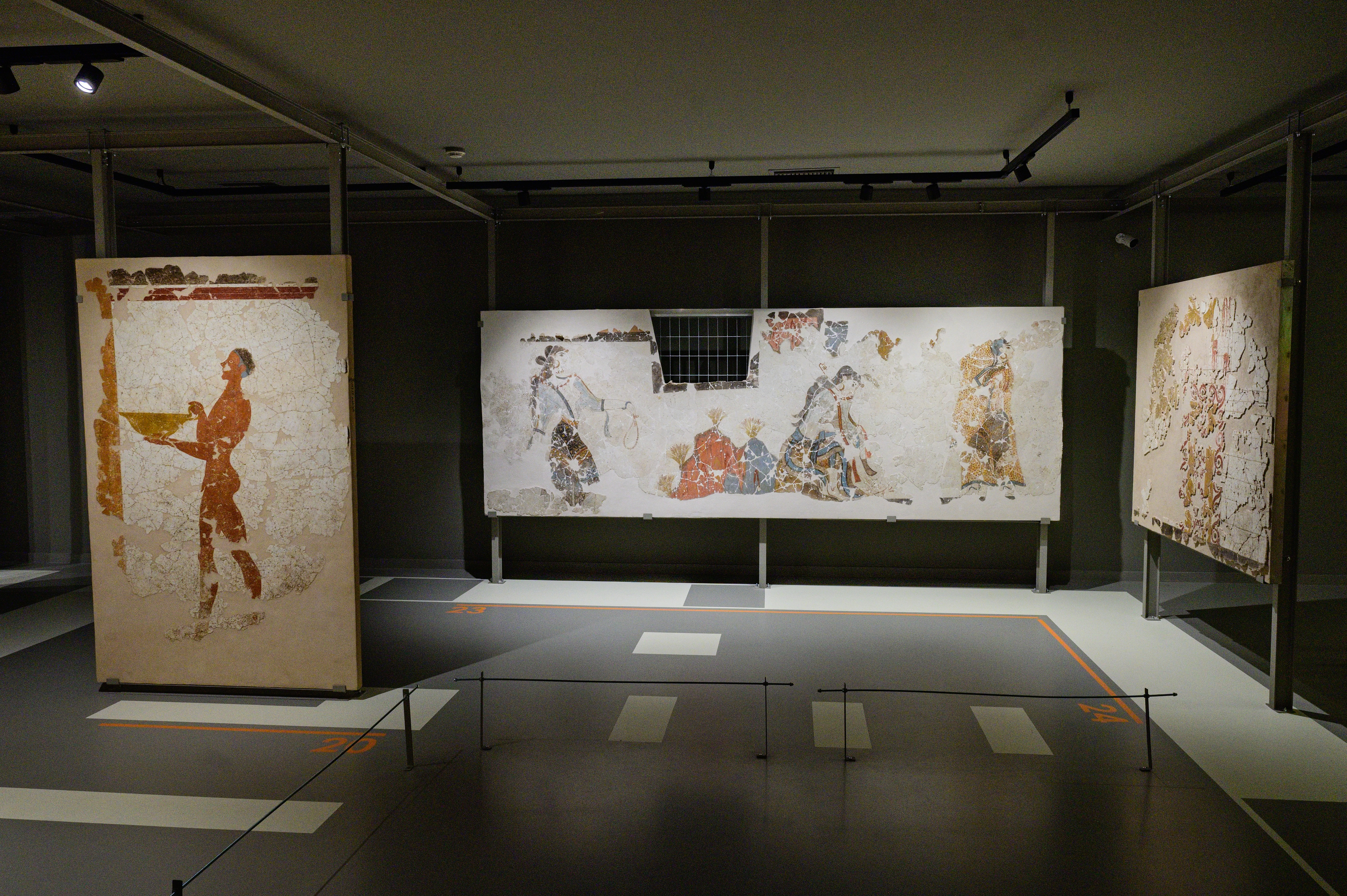
Exposición junto a otros fragmentos de frescos del edificio Xeste 3.

Las adoradoras del áditon es una pintura hallada en Akrotiri, en la isla de Tera (Grecia). Pertenece al siglo XVII a. C., a la época minoica.
Al igual que el resto de hallazgos arqueológicos de Akrotiri, los restos de este fresco permanecieron bajo la capa de cenizas del volcán que explotó en una fecha que los análisis científicos suelen situar en torno a 1628/27 a. C. A partir de 1967, las excavaciones arqueológicas sacaron a la luz algunos de los edificios sepultados, mientras otros permanecen bajo tierra.

## Descripción
Este fresco representa a tres figuras femeninas con diferentes vestidos, joyas lujosas y elaborados peinados que se dirigen hacia lo que parece ser un espacio sagrado. La figura de la izquierda porta un collar en la mano y tiene los senos descubiertos. LLeva también en torno  al pecho una guirnalda de estambres de azafrán. La del centro está sentada curándose una herida del pie que apoya en una planta de azafrán. LLeva el cabello sujeto con un alfiler dorado y adornado con una rama que parece de olivo y una flor de iris. La de la derecha lleva una especie de velo moteado y tiene rapado parte de su cabello. Probablemente se trata de la más joven de las tres, lo que se deduce porque parte de su cabeza está rapada y por la ausencia de senos. Esta figura, al parecer, tiene el torso girado hacia la izquierda pero mira hacia la derecha, donde, en el muro adyacente, se representa un portal muy decorado y sobre él un símbolo conocido como cuernos de consagración y un árbol. El azafrán se halla presente en las tres figuras.
Esta pintura se encontró entre los restos del edificio de tres plantas llamado «Xeste 3». Debajo del fresco se halla un tipo de recinto conocido en el mundo minoico pero cuya función es objeto de debate, denominado baño lustral. En el mismo edificio había otros frescos que representaban a recolectoras de azafrán y a chicos desnudos.

## Interpretaciones
Se advierte la presencia de la planta del azafrán con toda la iconografía del edificio Xeste 3, de lo que se deduce la importancia que se le otorgaba a esta planta en relación con determinados rituales. Se cree que este fresco podría formar una unidad temática con otro fresco denominado como Las recolectoras de azafrán que estaba situado en la planta superior. 
Se ha sugerido que la pintura sería una representación del matrimonio, o tal vez de un rito de transición desde la niñez hacia la etapa adulta de la figura con velo situada más a la derecha. La cabeza parcialmente rapada de esta figura es una característica que se asocia habitualmente a adolescentes que están en algún proceso de iniciación y que se repite en otros frescos hallados en Akrotiri. Probablemente el collar que porta la figura de la izquierda sea un regalo destinado a la joven que va a realizar el rito. En todo caso, el desconocimiento de los relatos mitológicos que podrían estar relacionados con esta escena hace difícil una interpretación más precisa de su significado.
En lo que respecta al azafrán, sus propiedades medicinales se ponen de manifiesto en la escena de curación de la herida del personaje central. Se trataría de una planta que daba prosperidad a la isla y por ello hay autores que piensan que el conjunto de escenas de Xeste 3 podrían representar una festividad en la que se daba las gracias a una divinidad por ello. Otra interpretación relacionada con el azafrán es que las creencias en múltiples beneficios médicos de esta planta habrían convertido al edificio Xeste 3 en un lugar donde se realizaban terapias de curación al amparo de una diosa de la salud.
Por otra parte la entrada que aparece en la pared adyacente oriental, bajo unos cuernos de consagración, se ha comparado con la que aparece en un ritón hallado en el yacimiento minoico de Zakro. Se estima que se trataría de la entrada a un recinto sagrado (áditon). Se conservan restos de pintura roja en los cuernos que probablemente representaba la sangre de un sacrificio.
|                        |
| Figura de la izquierda |

|                |
| Figura central |

|                      |
| Figura de la derecha |

|                                                            |
| Fragmentos de la entrada representada en la pared oriental |